# Чемпионат Латвии по кёрлингу на колясках
Чемпионат Латвии по кёрлингу на колясках (латыш. Latvijas ratiņkērlinga čempionāts) — ежегодное соревнование латышских смешанных команд (в составе должны присутствовать и мужчины, и женщины) по кёрлингу на колясках («паралимпийский кёрлинг»; англ. wheelchair curling). Проводится с 2014 года. Организатором является Ассоциация кёрлинга Латвии (латыш. Latvijas Kērlinga Asociācija).
Победитель чемпионата получает право до следующего чемпионата представлять Латвию на международной арене как сборная Латвии.

## Годы и команды-призёры
Составы команд указаны в порядке: четвёртый, третий, второй, первый, запасной, тренер; cкипы выделены полужирным шрифтом.
| Год  | Золото | Серебро | Бронза |
| 2014 | KKR / Briedis (Рига) Оярс Бриедис, Ilmārs Nicmanis, Агрис Ласманс, Полина Рожкова                                                                   | JKK / Dimbovskis (Елгава) —, Oļegs Lihuta, Сергей Дьяченко, Jūlija Pavlovska-Killiane                                                                           | — |
| 2015 | JKK / Dimbovskis (Елгава) Александрс Димбовскис, Jurijs Volgins, Jūlija Pavlovska-Killiane, Oļegs Lihuta, запасной: Aleksandrs Vitohins             | KKR / Briedis (Рига) Полина Рожкова, Оярс Бриедис, Агрис Ласманс, Сергей Дьяченко, запасной: Kārlis Gabranovs                                                   | JKK / Valainis (Елгава) Oļegs Garkuls-Gurevičs, Dmitrijs Valainis, Andrejs Šatrevičs, Maksims Voroņeckis       |
| 2016 | KKR / Briedis (Рига) Полина Рожкова, Оярс Бриедис, Сергей Дьяченко, Maksims Voroņeckis, запасной: Агрис Ласманс                                     | Alliance / Dimbovskis Александрс Димбовскис, Aleksandrs Vitohins, Gaļina Pavlova, Valērijs Asadčijs                                                             | EST / Villiste ( Эстония)                                                                                      |
| 2017 | KKR / Rožkova (Рига) Полина Рожкова, Сергей Дьяченко, Агрис Ласманс, Oļegs Lihuta, тренер: Арнис Вейдеманис                                         | Alliance / Dimbovskis Александрс Димбовскис, Aleksandrs Vitohins, Jurijs Volgins, Gaļina Pavlova, запасной: Valērijs Asadčijs                                   | Daugavpils / Valainis (Даугавпилс) Maksims Voroņeckis, Dmitrijs Valainis, Andrejs Šatrevičs, Silvija Lielbārde |
| 2018 | KKR / Rožkova (Рига) Полина Рожкова, Сергей Дьяченко, Агрис Ласманс, Оярс Бриедис, тренер: Арнис Вейдеманис                                         | Alliance / Dimbovskis Александрс Димбовскис, Aleksandrs Vitohins, Jurijs Volgins, Gaļina Pavlova, запасной: Valērijs Asadčijs, тренер: Kirils Savuškins         | — |
| 2019 | KKR / Rožkova (Рига) Полина Рожкова, Сергей Дьяченко, Агрис Ласманс, Оярс Бриедис, запасной: Vita Miezīte, тренер: Арнис Вейдеманис                 | Alliance / Dimbovskis Александрс Димбовскис, Aleksandrs Vitohins, Jurijs Volgins, Gaļina Pavlova, запасной: Valērijs Asadčijs, тренер: Kirils Savuškins         | — |
| 2020 | KKR / Rožkova (Рига) Полина Рожкова, Оярс Бриедис, Сергей Дьяченко, Агрис Ласманс, запасной: Diāna Dadzīte, тренер: Арнис Вейдеманис                | Alliance / Dimbovskis Александрс Димбовскис, Gaļina Pavlova, Jurijs Volgins, Aleksandrs Vitohins, запасной: Jūlija Pavlovska-Killiane, тренер: Kirils Savuškins | — |
| 2021 | KKR / Rožkova (Рига) Полина Рожкова, Оярс Бриедис, Сергей Дьяченко, Агрис Ласманс, запасной: Diāna Dadzīte, тренеры: Рихардс Еске, Арнис Вейдеманис | Alliance / Dimbovskis Александрс Димбовскис, Aleksandrs Vitohins, Jurijs Volgins, Gaļina Pavlova, запасной: Jūlija Pavlovska-Killiane, тренер: Kirils Savuškins | — |
| 2022 | KKR / Briedis (Рига) Оярс Бриедис, Агрис Ласманс, Сергей Дьяченко, Lība Bērziņa, тренер: Арнис Вейдеманис                                           | Alliance / Dimbovskis Александрс Димбовскис, Aleksandrs Vitohins, Jurijs Volgins, Jūlija Pavlovska-Killiane, запасной: Полина Рожкова, тренер: Kirils Savuškins | — |
| 2023 | KKR / Briedis (Рига) Оярс Бриедис, Сергей Дьяченко, Агрис Ласманс, Linda Meijere, запасной: Jūlija Pavlovska-Killiane, тренер: Арнис Вейдеманис     | Alliance / Rožkova Полина Рожкова, Aleksandrs Vitohins, Krists Mickēvičs, Gaļina Pavlova, запасной: Ruslans Harčenko                                            | — |
| 2024 | KKR / Briedis (Рига) Оярс Бриедис, Агрис Ласманс, Сергей Дьяченко, Полина Рожкова, запасной: Jūlija Pavlovska-Killiane, тренер: Рихардс Еске        | Alliance / Dimbovskis Александрс Димбовскис, Aleksandrs Vitohins, Andrejs Dimants, Gaļina Pavlova, запасной: Irīna Gorbaņa-Janeviča, тренер: Kirills Savuškins  | — |